# 小島文美
小島 文美（こじま あやみ、生年月日不詳）は、日本のイラストレーター、装画家。東京都出身。

## 人物・略歴
菊地秀行の小説の挿絵、悪魔城ドラキュラシリーズのキャラクターデザインやカバーアートなどを数多く手がける。
同人誌の分野では、黒沼オディール名義で活動している。コミックマーケットのカタログ表紙も担当したこともある。

## 作品

### 書籍
- 小島文美 画集『Santa Lilio Sangre 緋いユリ』（飛鳥新社）2010年

### 小説装画・挿絵
- クラスター・サーガ（浅羽莢子著、ハヤカワ文庫SF）1991年
- 2×殺人事件（豊田淳子著、ハヤカワ文庫HB）1991年
- 逆バレンタインの惨劇 （豊田淳子著、ハヤカワ文庫HB）1992年
- シャドーハンター（遠藤明範著、ソノラマ文庫）1992年
- 王朝アラベスク綺譚 妖月の航海（井上雅彦著、ケイブンシャノベルス）1992年
- 月光のイドラ（野阿梓著、中央公論社）1993年
- 信長の野望〈妖魔編〉ふたりの森蘭丸（井上雅彦著、歴史キャラクターノベルズ）1993年
- 緑色研究〈上〉〈下〉（野阿梓著、中央公論社）1993年
- 妖獣界 紅蓮児〈1〉〈2〉（菊地秀行著、カッパ・ノベルス）1993-1994年
  - （文庫版・新装デザイン、光文社文庫）1997年
- ウィザードリィ外伝II 砂の王（古川日出男著、ログアウト冒険文庫）1994年
- 蘭陵王（山藍紫姫子著、立風書房）1994年
- 妖魔姫〈1〉〈2〉〈3〉（菊地秀行著、カッパ・ノベルス）1994-1995年
  - （文庫版・新装デザイン、光文社文庫）1998年
- 蒼きリバイバー（飯野文彦著、双葉ファンタジー）1995年
- 美凶神 YIG〈1〉〈2〉（菊地秀行著、カッパ・ノベルス）1996年
- ブレード・マン（菊地秀行著、カッパ・ノベルス）1997年
- 魔殺指鬼（菊地秀行著、ジョイ・ノベルス）1997年
  - （文庫版・新装デザイン、光文社文庫）2003年
- 復讐紫剣 ブレード・ウォー〈1〉（菊地秀行著、カッパ・ノベルス）1998年
- 魔性淫指（菊地秀行著、ジョイ・ノベルス）1998年
  - （文庫版・新装デザイン、光文社文庫）2003年
- 蘭剣 からくり乱し（菊地秀行著、カッパ・ノベルス）1998年
- 魔指淫戯（菊地秀行著、ジョイ・ノベルス）1999年
  - （文庫版・新装デザイン、光文社文庫）2005年
- 異人館の妖魔〈1〉（井上雅彦著、ソノラマ文庫ネクスト）1999年
- 鈎屋敷の夢魔〈2〉（井上雅彦著、ソノラマ文庫ネクスト）2000年
- トンチキ冒険記 “影人”狩り（菊地秀行著、ジョイ・ノベルス）2000年
  - （文庫版・新装デザイン、光文社文庫）2004年
- 放浪獣〈上〉〈下〉（菊地秀行著、KSSノベルズ）2000-2001年
  - （文庫版・新装デザイン、角川文庫）2003年
- 彷徨い人の詩 聞け、魂の祈りを（立原透耶著、EXノベルズ）2001年
- 妖魔城（菊地秀行著、カッパ・ノベルス）2001年
- トンチキ冒険記 ブルー・ランナー（菊地秀行著、ジョイ・ノベルス）2001年
  - （文庫版・新装デザイン、光文社文庫）2004年
- 鬼篭方眼妖鬼譚（真崎かや著、EXノベルズ）2002年
- 魔界都市鬼録 シルヴィバン 生存者（菊地秀行著、ジョイ・ノベルス）2002年
- 蘭剣からくり烈風（菊地秀行著、カッパ・ノベルス）2003年
- 魔界都市ガイド鬼録 牙迷宮（菊地秀行著、ジョイ・ノベルス）2003年
  - （文庫版・新装デザイン、光文社文庫）2007年
- 黎明に叛くもの〈1〉〈2〉〈3〉〈4〉（宇月原晴明、中央公論社）2004年
- 妖藩記（菊地秀行著、カッパ・ノベルス）2004年
- 妖魔王（菊地秀行著、光文社文庫）2004年
- 平成陰陽師国防指令 大鬼神（倉阪鬼一郎著、祥伝社）2004年
- 魔界都市ガイド鬼録 殺戮迷宮（菊地秀行著、ジョイ・ノベルス）2004年
  - （文庫版・新装デザイン、光文社文庫）2008年
- 魔界都市ガイド鬼録 魔性迷宮（菊地秀行著、ジョイ・ノベルス）2005年
  - （文庫版・新装デザイン、光文社文庫）2009年
- アレキサンドライト（山藍紫姫子著、角川文庫）2006年
- 魔界都市ガイド鬼録 秘宝迷宮（菊地秀行著、ジョイ・ノベルス）2006年
  - （文庫版・新装デザイン、ジョイ・ノベルス）2011年
- 銀の鎮魂歌（吉原理恵子著、KAREN文庫）2007年
- 魔界都市ガイド鬼録 邪神迷宮（菊地秀行著、ジョイ・ノベルス）2007年
  - （文庫版・新装デザイン、ジョイ・ノベルス）2012年
- ローマ、残照の記（立花一樹著、KAREN文庫）2008年
- 妖獣都市 黒天使（菊地秀行著、トクマ・ノベルズ）2008年
- 魔界都市ガイド鬼録 鬼面迷宮（菊地秀行著、ジョイ・ノベルス）2008年
  - （文庫版・新装デザイン、ジョイ・ノベルス）2012年
- 妖魔戦記（菊地秀行著、光文社文庫）2010年
- 魔界都市<J>（菊地秀行著、ジョイ・ノベルス）2010年
- 吸血鬼ハンター／アナザー 貴族グレイランサー（菊地秀行著、朝日ノベルズ）2011年
- 堕天使の島（山藍紫姫子著、角川文庫）2011年
- 夜の欧羅巴（井上雅彦著、ミステリーランド）2011年
- 吸血鬼ハンター／アナザー 貴族グレイランサー 英傑の血（菊地秀行著、朝日ノベルズ）2011年
- 妖神グルメ（菊地秀行著、創土社）2012年
- 崑央の女王（朝松健著、創土社）2013年
- ダンウィッチの末裔（菊地秀行著、創土社）2013年
- チャールズ・ウォードの系譜（朝松健著、創土社）2013年
- ホームズ鬼譚~異次元の色彩（山田正紀、北原尚彦著、創土社）2013年
- 超時間の闇（山本弘、小林泰三著、創土社）2013年
- インスマスの血脈 （夢枕獏、樋口明雄著、創土社）2013年
- ユゴスの囁き（松村進吉、間瀬純子著、創土社）2014年
- 闇のトラペゾヘドロン（倉阪鬼一郎、積木鏡介著、創土社）2014年
- 狂気山脈の彼方へ（北野勇作、黒木あるじ著、創土社）2014年
- 真田幻闘記（北山密著、ロングセラーズ）2015年
- 真田幻闘記Ⅱ（北山密著、ロングセラーズ）2015年
- 遥かなる海底神殿（荒山徹、小中千昭著、創土社）2015年
- 死体蘇生（井上雅彦、 樹シロカ著、創土社）2016年

### 雑誌表紙
- 小説ハヤカワ「ハィ！」 No.8（ハヤカワ文庫）1991年
- テヅコミ vol.17（マイクロマガジン社）2020年

### ゲーム
- 維新の嵐 幕末志士伝
- ゼルドナーシルト
- 悪魔城ドラキュラシリーズ
  - 悪魔城ドラキュラX 月下の夜想曲
  - 悪魔城年代記 悪魔城ドラキュラ
  - キャッスルヴァニア 白夜の協奏曲
  - キャッスルヴァニア 暁月の円舞曲
  - キャッスルヴァニア
  - 悪魔城ドラキュラ 闇の呪印
  - 悪魔城ドラキュラ Xクロニクル
  - 悪魔城ドラキュラ Harmony of Despair
  - 悪魔城ドラキュラ Grimoire of Souls
- 妖符魔界
- ブラッドステインド:リチュアル・オブ・ザ・ナイト - パッケージデザイン[3]

### 音楽カバーアート
KAMIJO
- シングル 「TEMPLE -Blood sucking for praying-」（2019年）[4]
- シングル 「Symbol of the Dragon」（2020年）
- シングル 「Persona Grata」（2020年）